# Calydna amazonica
Calydna amazonica är en fjärilsart som beskrevs av Krüger 1928. Calydna amazonica ingår i släktet Calydna och familjen Riodinidae. Inga underarter finns listade i Catalogue of Life.